# Campeonato Mineiro Módulo II 1994
In 1994 werd de eerste Campeonato Mineiro Módulo II gespeeld voor voetbalclubs uit de Braziliaanse staat Minas Gerais. De competitie werd gespeeld van 19 februari tot 28 mei en werd georganiseerd door de FMF. De competitie werd voor het eerst gespeeld en verving de Segunda Divisão, die tot dan toe de tweede klasse was en nu de derde klasse werd. 

## Groepsfase

### Groep A
| Plaats | Club                | Wed. | W | G | V | Saldo | Ptn. |
| ------ | ------------------- | ---- | - | - | - | ----- | ---- |
| 1.     | URT                 | 12   | 6 | 4 | 2 | 20:12 | 16   |
| 3.     | Uberaba             | 12   | 5 | 3 | 4 | 19:14 | 13   |
| 4.     | Araguari            | 12   | 5 | 3 | 4 | 17:19 | 13   |
| 5.     | Unaí                | 12   | 3 | 5 | 4 | 11:10 | 11   |
| 6.     | Araxá               | 12   | 3 | 4 | 5 | 17:19 | 10   |
| 7.     | Nacional de Uberaba | 12   | 1 | 3 | 8 | 7:23  | 5    |

|  | Geplaatst voor finale en promotie naar de Módulo I 1995 |
|  | Promotie naar de Módulo I 1995                          |

### Groep B
| Plaats | Club                   | Wed. | W | G | V | Saldo | Ptn. |
| ------ | ---------------------- | ---- | - | - | - | ----- | ---- |
| 1.     | Rio Branco de Andradas | 12   | 6 | 3 | 3 | 19:12 | 15   |
| 2.     | Tupi-Manchester        | 12   | 4 | 6 | 2 | 17:11 | 14   |
| 3.     | Paraisense             | 12   | 5 | 4 | 3 | 12:9  | 14   |
| 4.     | Esportivo              | 12   | 5 | 4 | 3 | 17:17 | 14   |
| 5.     | Pouso Alegre           | 12   | 5 | 3 | 4 | 14:12 | 13   |
| 6.     | Flamengo               | 12   | 3 | 1 | 8 | 15:16 | 7    |
| 7.     | Trespontano            | 12   | 2 | 3 | 7 | 6:23  | 7    |

|  | Geplaatst voor finale en promotie naar de Módulo I 1995 |
|  | Promotie naar de Módulo I 1995                          |

## Finale
| Team #1                | Tot.  | Team #2 | 1ste wed | 2de wed |
| ---------------------- | ----- | ------- | -------- | ------- |
| Rio Branco de Andradas | 5 - 2 | URT     | 3 - 1    | 2 - 1   |

### Kampioen
| Campeonato Mineiro de 1994 - Módulo II |
| -------------------------------------- |
| RIO BRANCO DE ANDRADAS 1º Titel        |